# Rivière Assemetquagan Est
Pour les articles homonymes, voir Assemetquagan.
La rivière Assemetquagan Est est un cours d'eau douce situé dans bassin versant de la vallée de la Matapédia, en Gaspésie, dans l'est du Québec, au Canada. Ce cours d'eau traverse les municipalités régionales de comté (MRC) de :
- La Matapédia (région administrative du Bas-Saint-Laurent : territoire non organisé de Lac-Casault : canton de La Vérendrye ;
- Avignon (région administrative de Gaspésie-Îles-de-la-Madeleine) : territoire non organisé de Rivière-Nouvelle : canton de Fauvel.

La rivière Assemetquagan Est prend sa source dans la zec Casault, dans le canton de La Vérendrye, dans les Chic-Chocs (faisant partie des monts Notre-Dame). Sa confluence avec la rivière Assemetquagan Ouest constitue la tête de la rivière Assemetquagan. Cette dernière coule vers le sud-ouest jusqu'à la rive Est de la rivière Matapédia ; à son tour, cette dernière coule vers le sud-est, jusqu'à la rive nord de la rivière Ristigouche. Cette dernière coule vers l'ouest pour se déverse sur la rive ouest de la baie des Chaleurs laquelle s'ouvre vers l'est sur le Golfe du Saint-Laurent.
Les chemins de la zec Casault permettent d'accéder à la zone de la rivière Assemetquagan Est.

## Géographie
La rivière Assemetquagan Est prend sa source en zone montagneuse dans le canton de La Vérendrye. Cette source est située près de la limite nord-est de la zec Casault, soit :
- au sud-ouest du camp Beaulieu, un camp forestier ;
- au sud-ouest du mont des Catalans ;
- au sud-ouest du cours de la Petite rivière Nouvelle ;
- au nord-ouest de la confluence de la rivière Assemetquagan Est.

Presque tout le cours de la rivière Assemetquagan Est est compris dans le territoire de la zec Casault. À partir de sa source, la rivière Assemetquagan Est coule sur environ 10 km, selon les segments suivants :
- au sud-est dans le canton de La Vérendrye, presque en ligne droite, jusqu'à la limite est de la zec Casault ;
- au sud-est, jusqu'à la limite du canton de Fauvel ;
- au sud-est dans le canton de Fauvel, jusqu'à un ruisseau (venant du nord-est) ;
- au sud-est, puis le sud-ouest, jusqu'à la confluence de la rivière[2].

La confluence de la rivière Assemetquagan Est est située :
- au sud-est de la limite du canton de La Vérendrye ;
- au nord-est de la confluence de la rivière Assemetquagan ;
- au nord-est de la confluence de la rivière Matapédia ;
- au nord du pont enjambant la rivière Ristigouche pour relier la ville de Campbellton (au Nouveau-Brunswick) et le village de Pointe-à-la-Croix (au Québec).

## Toponymie
D'origine micmaque, le toponyme Assemetquagan signifie « cours d'eau qui apparait après une courbe ».
Le toponyme Rivière Assemetquagan Est a été officialisé le 5 décembre 1968 à la Commission de toponymie du Québec.